# ECWA Heavyweight Championship
L'ECWA Heavyweight Championship è il massimo alloro della East Coast Wrestling Association. Nonostante sia stato creato nel 1967, la storia del titolo è registrata solo dal 1º maggio 1993. Non sappiamo quindi i campioni della federazione dal 1967 al 1993.

## Albo d'oro
| Wrestler                 | Regni | Data              | Luogo         | Note |
| ------------------------ | ----- | ----------------- | ------------- | --- |
| Lance Diamond            | 1     | 1º maggio 1993    | Wilmington    | Primo campione registrato nell'albo d'oro del titolo. |
| Cheetah Master           | 1     | settembre 1995    | Wilmington    | |
| Ace Darling              | 1     | 3 marzo 1996      | Wilmington    | |
| Cheetah Master           | 2     | 10 maggio 1996    | Wilmington    | |
| Glen Osbourne            | 1     | 22 febbraio 1997  | Wilmington    | |
| Viper                    | 1     | 22 marzo 1997     | Wilmington    | |
| Christian Cage           | 1     | 18 luglio 1998    | Newport       | Titolo reso vacante dopo che Christian firmò per la World Wrestling Federation. |
| JJ The Ring Crew Guy     | 1     | 15 ottobre 1999   | Newport       | JJ the Ring Crew Guy sconfisse Ground Zero per il titolo vacante. |
| Inferno Kid              | 1     | 23 settembre 2000 | Newport       | |
| JJ The Ring Crew Guy     | 2     | 14 ottobre 2000   | Laurel        | |
| Cheetah Master           | 3     | 25 novembre 2000  | Newark        | |
| Kevin Kelly              | 1     | 7 aprile 2001     | Wilmington    | |
| Scoot Andrews            | 1     | 5 maggio 2001     | Wilmington    | Dopo il match, Kevin Kelly venne privato del titolo che fu messo in palio in un six-way matches, una specie di torneo dove il vincitore di ogni match affrontava un altro avversario. Ad arrivare in finale furono Billy Faves e Scoot Andrews che vinse match e titolo. |
| Prince Nana              | 1     | 4 maggio 2002     | Newport       | |
| Amazing Red              | 1     | 14 settembre 2002 | Wilmington    | |
| Xavier                   | 1     | 2 novembre 2002   | Wilmington    | |
| Amazing Red              | 2     | 2 novembre 2002   | Wilmington    | Xavier vinse il titolo, ma fu ordinato subito il rematch che fu vinto da Amazing Red. |
| Christopher Daniels      | 1     | 18 gennaio 2003   | Wilmington    | Christopher Daniels sconfisse Amazing in un Five-Way match che includeva anche Mike Kruel, Kaval e American Dragon. |
| Mike Kruel               | 1     | 8 novembre 2003   | Wilmington    | |
| Christopher Daniels      | 2     | 3 aprile 2004     | Newport       | Sconfisse Kruel nella semi-finale del ECWA Super 8 Tournament. |
| John Walters             | 1     | 1º maggio 2004    | Wilmington    | Sconfisse Daniels in un Fatal 4-Way match che includeva anche Mike Kruel e Austin Aries. |
| Scotty Charisma          | 1     | 12 novembre 2005  | Newark        | Sconfisse Walters in un Five-Way elimination match che includeva anche Kruel, Xavier e Andrew Ryker. |
| Bonecrusher Fred Sampson | 1     | 5 novembre 2005   | Bear          | Sconfisse Charisma in un triple treath match che includeva anche Vic D. Vine. |
| Freak Nastty             | 1     | 28 gennaio 2006   | Newark        | |
| Aden Chambers            | 1     | 17 marzo 2007     | Newark, DE    | Sconfisse Nastty in un Fatal 4-Way match che includeva Ace Darling e Fred Sampson. |
| Mr. Scott Wright         | 2     | 1º marzo 2008     | Newark        | |
| Glen Osbourne            | 2     | 5 aprile 2008     | Newark        | |
| Frederick of Hollywood   | 1     | 26 luglio 2008    | Newark        | |
| Tommy Trouble            | 1     | 22 novembre 2008  | Newark        | |
| Chase Del Monte          | 1     | 7 marzo 2009      | Newark        | |
| Bazooka Joe              | 1     | 12 settembre 2009 | Newark        | |
| Mega                     | 1     | 8 maggio 2010     | Newark        | |
| Andrew Ryker             | 1     | 18 settembre 2010 | Newark        | Titolo reso vacante quando Ryker annunciò il suo ritiro |
| Vacante                  |       |                   |               | |
| Mega                     | 2     | 15 gennaio 2011   | Newark        | Sconfisse Glen Osbourne in un chain match per il titolo vacante. |
| "Greek God" Papadon      | 1     | 5 marzo 2011      | Newark        | |
| Chris Wylde              | 1     | 15 settembre 2012 | Newark        | |
| Josh Daniels             | 1     | 5 gennaio 2013    | Newark        | |
| VsK                      | 1     | 11 maggio 2013    | Carneys Point | |